# Joël Goyheneix
Joël Goyheneix, né le 10 mars 1954 à Mauléon-Licharre (Pyrénées-Atlantiques), est un homme politique français.

## Biographie
Né le 10 mars 1954 à Mauléon, il grandit dans le département des Pyrénées-Atlantiques.

### Inspecteur général de l'Éducation nationale
Il est nommé Inspecteur général de l'Éducation nationale, par décret du 1er février 2001
Il est nommé par le B.O. n° 23 du 6 juin 2002 à la direction de la cellule chargée de la prévention des phénomènes sectaires dans l'éducation (CPPS)

### Mandats politiques nationaux
Joël Goyheneix est élu député des Landes le 25/01/1998 (élection partielle, en remplacement d'un député démissionnaire d'office, Henri Emmanuelli). Son mandat s’achève le 22/12/1999 (démission).
Durant cette période il est :
- membre de la commission de la production et des échanges du 11/03/1998 au 22/12/1999 ;
- membre de la commission d'enquête sur le régime étudiant de sécurité sociale du 10/03/1999 au 22/12/1999 ;
- membre de la délégation de l'Assemblée nationale pour l'Union européenne du 24/03/1999 au 26/03/1999[3].

### Mandats politiques départementaux
Depuis 2008  il est délégué à l'Éducation (conseiller général du canton de Tartas Est).

### Responsabilités au sein de la fédération des Landes du PS
Il est premier secrétaire fédéral des Landes de 1992 à 1997.